# Bataille de Zama
Pour la bataille de la guerre de Jugurtha, voir Bataille de Zama (109 av. J.-C.).
 (juillet 2015).
Si vous disposez d'ouvrages ou d'articles de référence ou si vous connaissez des sites web de qualité traitant du thème abordé ici, merci de compléter l'article en donnant les références utiles à sa vérifiabilité et en les liant à la section « Notes et références ».
Deuxième guerre punique
Batailles
219 av. J.-C. : Sagonte
218 av. J.-C. : Rhône, Cissa, Tessin, La Trébie
217 av. J.-C. : Victumulae, Plaisance, Èbre, Lac Trasimène, Geronium
216 av. J.-C. : Cannes, Selva Litana, Nola (1re)
215 av. J.-C. : Cornus, Dertosa, Nola (2e)
214 av. J.-C. : Nola (3e) 
 213 av. J.-C. : Syracuse
212 av. J.-C. : Capoue (1re), Silarus, Herdonia(1re)
 211 av. J.-C. : Bétis, Capoue (2e)
210 av. J.-C. : Herdonia (2e), Numistro
209 av. J.-C. : Asculum, Carthagène
208 av. J.-C. : Baecula
207 av. J.-C. : Grumentum, Métaure
206 av. J.-C. : Ilipa, Carthagène (2e) (ca)
204 av. J.-C. : Crotone
203 av. J.-C. : Utique, Grandes Plaines
202 av. J.-C. : Zama
La bataille de Zama est l'affrontement final et décisif de la deuxième guerre punique survenu en 202 av. J.-C. Elle voit s'affronter, d'une part, les armées romaines dirigées par Scipion l'Africain et la cavalerie numide menée par le roi massyle Massinissa et, d'autre part, les Carthaginois commandés par Hannibal Barca. Ce dernier y subit une lourde défaite et en perd la guerre. Peu après, le Sénat carthaginois signe un traité de paix qui met fin à 18 ans de guerre.
Le lieu de la bataille, Zama Regia, se trouverait près de Siliana (nord-ouest de la Tunisie). Une inscription trouvée à Thagaste (actuelle Souk Ahras) situe l'emplacement de Naraggara à 20 milles, sur la route de Carthage. Tite-Live situerait la bataille à proximité de Naraggara, alors que Polybe la situe un peu plus à l'est, à Margaron.

## Bataille

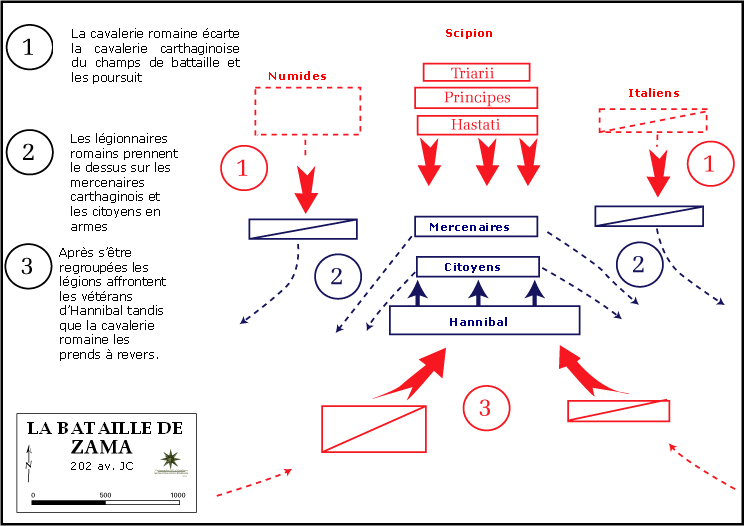
Plan publié par le département de la Défense des États-Unis.

Des deux côtés, les généraux ont élaboré un plan très précis d'attaque. Hannibal Barca fait placer en première ligne 80 éléphants, en deuxième ligne les mercenaires gaulois et ligures, en troisième ligne l'infanterie carthaginoise et africaine. À quelque distance, d'autres mercenaires, des vétérans recrutés lors de la campagne d'Italie, doivent servir de réserve. Aux deux ailes se trouve la cavalerie ; à droite, celle des Carthaginois, à gauche, celle des Numides.
On peut reconstituer le plan d'Hannibal : faire charger les éléphants, puis envoyer les mercenaires gaulois et ligures dans un premier assaut qui doit affaiblir les Romains, ensuite faire intervenir la ligne des Carthaginois (beaucoup plus solide) et enfin les vétérans italiens pour assurer la victoire. Dans cette armée composée d'hommes si différents par leurs nationalités, leurs langues, leurs armes et leurs modes de combat, il est difficile de parvenir à harmoniser les consignes traduites par des interprètes, et Hannibal s'efforce de motiver les combattants : aux mercenaires il promet une solde supplémentaire, aux Carthaginois et aux Numides il représente la ruine de leur pays en cas de défaite.
Cependant, les dispositions prises par Scipion rendent la tactique d'Hannibal totalement inefficace. En effet, rompant avec la formation compacte en quinconce de l'infanterie utilisée par l'armée romaine, Scipion laisse des passages libres entre les manipules (unités tactiques de la légion) et place dans ces intervalles des vélites (soldats d'infanterie légère) qui pourront évoluer facilement et désorienter les éléphants. Sur l'aile gauche, il dispose la cavalerie italienne et, à droite, la cavalerie des Numides conduite par Massinissa, allié des Romains.
Conformément au plan d'Hannibal, la charge des éléphants marque le début du combat mais, affolés par le vacarme des clairons et des cors romains, les pachydermes se retournent contre leur propre armée. Seuls quelques-uns continuent à avancer vers les troupes romaines. C'est alors que la disposition adoptée par Scipion montre sa supériorité : les cornacs engagent leurs bêtes dans les passages laissés libres et les vélites peuvent lancer leurs javelots sur les flancs des animaux, exposés des deux côtés à la fois. Les deux ailes de l'armée d'Hannibal, les cavaleries carthaginoise et numide souffrent de la débandade des éléphants. Lorsque, à leur tour, les deux infanteries s'affrontent, les forces sont déjà inégales. Les auxiliaires gaulois et ligures, comme Hannibal l'a prévu, ne peuvent longtemps résister et se mettent à reculer vers la troisième ligne, celle des Carthaginois et des Africains. Ceux-ci refusent de leur faire place dans leurs rangs et se battent pour repousser à la fois leurs mercenaires et les Romains.
Scipion adopte ensuite la tactique utilisée par Hannibal lors de la bataille de Cannes : les deuxième et troisième lignes des légionnaires sont envoyées aux ailes et commencent un mouvement tournant encerclant les Carthaginois qui continuent à se battre contre la première ligne. À partir de ce moment, la victoire est acquise pour les Romains, de plus, les cavaleries de Massinissa et Caius Laelius reviennent et prennent à revers l'infanterie carthaginoise qui est massacrée. Privés de l'aide des éléphants, de leur cavalerie et de leurs mercenaires, quelques rares Carthaginois prennent la fuite. Environ 20 000 hommes périssent dans leurs rangs et 10 000 sont faits prisonniers, ainsi que onze éléphants. Les Romains, quant à eux, n'ont à déplorer qu'environ 1 500 morts. Ayant pu regagner Carthage, Hannibal déclare à ses concitoyens qu'il vient de perdre non pas une bataille, mais la guerre. Carthage doit accepter un traité de paix désastreux pour elle : elle perd l'Espagne, doit livrer sa flotte et ses éléphants de combat, payer en cinquante annuités une indemnité de 10 000 talents et ne peut plus mener aucune guerre sans l'autorisation de Rome. Revenu à Rome, Scipion célèbre un triomphe magnifique et reçoit de ses soldats le surnom d'Africain.

## Conséquences
Contrairement au traité de paix de la première guerre punique qui définissait les limites entre deux aires d'influence, la paix conclue par les Carthaginois après cette défaite sur leur sol sanctionne la fin de l'hégémonie de Carthage en Méditerranée occidentale. Carthage perd l'Espagne et n'a plus qu'un faible pouvoir de contrôle de sa périphérie proche. Or cette même aire d'influence est par la suite progressivement grignotée par Massinissa qui profite de l'impuissance de l'ancienne orgueilleuse cité et du soutien romain qu'il obtient en s'alliant à la République romaine. Toutefois, Carthage entreprend avec succès de développer son agriculture dans sa chôra (territoire continental) et se met à retrouver peu à peu une partie de son ancienne richesse.
Lors de la troisième guerre punique, Carthage ne sera plus dans les faits une véritable menace pour Rome. Mais, celle-ci prendra pour prétexte la tentative de riposte des Carthaginois aux grignotages incessants des Numides pour intervenir en Afrique et détruire la ville après un siège de trois ans, répondant au vœu de Caton l'Ancien : « Carthago delenda est » (trad.  « Carthage doit être détruite »).